# كي إم كي إم
نادي كي إم كي إم لكرة القدم هو نادي كرة قدم من جزيرة أنغوجا، زنجبار.

## الإنجازات
- الدوري التنزاني الممتاز : 1

1984.
- دوري زنجبار الممتاز : 4

1984, 1986, 2004, 2013.
- كأس نيريري : 3

1977, 1982, 1983.
- كأس مابيندوزي : 1

2002.

## المشاركة في البطولات الأفريقية
- دوري أبطال أفريقيا: مشاركتان

2005 - الدور التمهيدي
2015 - الدور التمهيدي
- كأس الاتحاد الكونفدرالي الأفريقي: مشاركة واحدة

2011 - الدور التمهيدي

## روابط خارجية
- صفحة الفريق - The Biggest Football Archive of the World
- صفحة الفريق - footballzz.co